# Снядецкий, Ян
Ян Сняде́цкий (Иван Андреевич Снядецкий; пол. Jan Śniadecki, лит. Jonas Sniadeckis; 29 августа 1756, Жнин, Калишское воеводство, ныне Куявско-Поморское воеводство, Польша — 9 ноября, по другим сведениям 21 января 1830, Яшюнай под Вильной, Виленская губерния, Российская империя) — астроном, математик, философ, педагог; профессор и ректор Императорского Виленского университета, брат Анджея Снядецкого.

## Биография
Сын пивовара и бургомистра местечка Жнин. Учился в Ягеллонском университете в Кракове, совершенствовался в Гёттингене, Лейдене, Утрехте. В Париже в университете изучал математику под руководством Лапласа и Д’Аламбера. В Париже ему предлагали занять место астронома-обсерватора в Мадриде, однако отказался и вернулся в Польшу.
Участвовал в деятельности Эдукационной комиссии. С 1781 года профессор математики и астрономии в Кракове. Лекции читал не на латыни, а на польском языке, что было новинкой. Пропагандировал учение Николая Коперника, труд которого «О вращении небесных сфер» („De revolutionibus orbium coelestium“) хотя и был исключён из индекса запрещенных книг (лат. Index librorum prohibitorum) в 1758 году, но представлялся сомнительным.
В 1782 году выступил с идеей сооружения в Кракове астрономической обсерватории. Из-за нехватки средств идея была реализована десять лет спустя (в 1792 году). С 1792 по 1803 год был директором Краковской обсерватории.
В 1784 году вместе с коллегами проводил удачные эксперименты с воздушным шаром, который поднимался на 4700 м и удерживался в воздухе около получаса.

## Виленский период
В 1806—1824 годах профессор Виленского университета, ректор (1807—1815); директор астрономической обсерватории. Член-корреспондент петербургской Академии наук (1811).
Во время наполеоновского нашествия (1812) входил в состав контролируемой французами Временной правительственной комиссии. Она выполняла функции высшего органа гражданской администрации в Виленской, Гродненской, Минской губерниях (департаментах) и Белостокской области.
С зарождением романтизма в польской литературе выступил в защиту классицизма, в пользу ориентации на произведения классической древнегреческой и древнеримской литературы. Это способствовало самоопределению нового течения во главе с Адамом Мицкевичем.
Выйдя в отставку 15 марта 1824 года, поселился в 27 верстах от Вильны в Яшунах, в имении своего зятя Михала Балинского (Балинский был женат на Софии, дочери Анджея Снядецкого, младшего брата Яна Снядецкого). Там же Ян Снядецкий умер и похоронен на семейном кладбище Балинских.

## Достижения
Заложил основы польской математической терминологии. Предлагал ввести в употребление единообразную систему измерения физических величин наподобие системы СИ.
Систематически вел наблюдения малых планет, солнечных и лунных затмений; проводил расчёты положений Солнца, Луны и планет. В 1802 году независимо от Генриха Ольберса открыл астероид Паллада.
Считается выдающимся польским учёным эпохи Просвещения, крупнейшим польским астрономом рубежа XVIII—XIX веков. Его именем назван кратер на обратной стороне Луны и планетоид (1262) Снядецкия (Sniadeckia), не говоря уже о школах, улицах и пароме.

## Труды
В числе его сочинений были труды по математике, философии, литературная критика:
- Rachunku algebraicznego teorya przystosowana do geometrii linii krzywych («Теория алгебраического счёта в применении к геометрии кривых линий», 1783)
- O Koperniku («О Копернике», 1802)
- Jeografia, czyli opisanie matematyczne i fizyczne ziemi («География, или математическое и физическое описание земли», 1804)
- O rachunku losów («О случайных величинах», 1817)
- Trygonometrya kulista analitycznie wyłożona. Z przystosowaniem do rozmiaru Ziemi i do zadań astronomicznych («Сферическая тригонометрия в аналитическом изложении. В применении к размеру Земли и астрономическим задачам», 1817). Перевод сочинения на немецкий язык (Sphärische Trigonometrie in Analytischer Darstellung. Mit Anwendung Auf Die Ausmessung Der Erde Und Auf Die Sphärische Astronomie, 1828) считался лучшим европейским учебником в этой области.
- O pismach klasycznych i romantycznych («О произведениях классицизма и романтизма», „Dziennik Wileński“, 1819)
- Filozofia umysłu ludzkiego («Философия человеческого разума», 1821)